# United Adoptees International
United Adoptees International (UAI) is een Nederlandse stichting die opkomt voor de belangen van geadopteerden. 
Zij werd in 2006 opgericht en houdt zich vooral bezig met bewustwording, ontwikkeling en verandering van het adoptieveld. De UAI-bestuursleden onderhouden een internationaal netwerk dat bestaat uit geadopteerden, ouders, adoptieouders, wetenschappers en andere deskundigen. Voorzitter Hilbrand Westra heeft zich in verschillende media kritisch uitgelaten over interlandelijke adoptie.
UAI ageert met name tegen misstanden in de adoptiewereld, zoals kinderhandel, de gebrekkige implementatie van het Haags Adoptieverdrag en het Verdrag inzake de Rechten van het Kind, de grote invloed van adoptieouders in de politiek en de wetenschap, en de gebrekkige zorginfrastructuur voor geadopteerden met problemen.